# لغات خويسان
لغات خويسان هي مجموعة من اللغات الإفريقية التي صنفت في الأصل على يد جوزيف غرينبيرغ. تشترك لغات خويسان في النقرات الصامتة ولا تنتمي إلى أي من عائلات اللغات الأفريقية الأخرى. خلال معظم القرن العشرين ساد الاعتقاد بارتابط اللغات واحدهم بالآخر قرابة جينية لغوية، ولكن تلك الفكرة لم تعد مقبولة. اليوم، تؤلف اللغات ثلاث عائلات لغوية متميزة ولغتين متمايزتين.
جميع لغات خويسان، باستثناء لغتين، أصلية تعود لأفريقيا الجنوبية وتنتمي إلى ثلاث أسر لغات. يبدو أن أسرة خوي قد هاجرت إلى الجنوب الأفريقي قبل فترة قصيرة من توسع البانتو. من الناحية الإثنية، فإن المتحدثين بها هم الخويخوئيون وشعب بوشمن. لغتان من لغات شرق أفريقيا، وهما السانداوي والهادزا، كانتا في الأصل تصنفان أيضًا من لغات خويسان، رغم أن أن المتحدثين فيهما ليسا من الناحية العرقية من الخويخوئيين وشعب بوشمن.
قبل توسع البانتو، انتشرت لغات خويسان، أو لغات من مثلها، على الأرجح في إفريقيا الجنوبية والشرقية. تقتصر حاليًا على صحراء كالاهاري، ولا سيما في ناميبيا وبوتسوانا، وصدع شرق أفريقيا في وسط تنزانيا.
معظم اللغات معرضة للخطر، والعديد منها أما يحتضر أو انقرض. ليس لدى معظمهم سجل مكتوب. اللغة الخويسية الوحيدة واسعة الانتشار هي لغة خوي خوي (لغة ناما) من ناميبيا وبوتسوانا وجنوب أفريقيا، ويبلغ عدد المتحدثين فيها ربع مليون شخص؛ لغة سانداوي في تنزانيا هي الثانية في العدد، إذ يتراوح عدد المتحدثين بها بين 40 ألفًا و 80 ألفُا، بعضهم أحادي اللغة (يتكلمون لغة واحدة)؛ ولغة جون في كالاهاري الشمالية التي يتحدث بها حوالي 16 ألف شخص. يطغى استخدام اللغة جدًا بين المتحدثين بلغة نارو البالغ عددهم 20 ألف، نصفهم يتكلمون لغة ثانية.
تشتهر لغات خويسان أكثر باستخدامهم للنقرات الساكنة كوحدات صوتية. عادة ما تكون النقرات مكتوبة بأحرف مثل ǃ وǂ. لنقرات متعددة الاستعمالات تمامًا كالحروف الساكنة، إذ تشتمل على لفظتين من اللسان يمكن أن تصدرا على نحو مستقل جزئيًا. بالتالي، فإن اللغات التي تحتوي على أكبر عدد من الحروف الساكنة في العالم هي لغات خويسان. تحتوي لغة جو هوان على 48 نقرة ساكنة، فضلًا عن العديد من الأصوات الساكنة التي لا تنقر أبدًا، والأحرف الصوتية الرنانة والمزلعمة، وأربع نغمات. لغة تا وأموكوي أكثر تعقيدًا.
نحويًا، لغات خويسان الجنوبية تحليلية بشكل عام، وتمتلك عدة مقاطع صرفية معربة، لكن ليس بقدر لغات تانزانيا ذات النقرات.

## لغات نقر أخرى
ليست كل اللغات التي تستعمل النقرات كوحدات صوتية تعتبر من عائلة خويسان. معظم اللغات الأخرى هي لغات بانتو مجاورة في إفريقيا الجنوبية: مثل لغات نغوني (التي تضم اللغة الكوسية، واللغة الزولوية، ولغة سوازي، ولغة فوثي، ولغة شمال إنديبيلي)؛ واللغة السوتية، ولغة ييي في بوتسوانا؛ ولغات مبوكوشو وكوانغالي وديريكو في قطاع كابريفي (قطاع زامبيزي). تنتشر النقرات في بضع لغات مجاورة أخرى. من تلك اللغات، الكوسية والزولوية وإنديبيلي ويييي، تمتلك نظامًا معقدًا من النقرات الساكنة؛ أما الباقون فهم على الرغم من النقرة في اسم «غيريكو»، إلا أنها لغات أكثر بدائية. هناك أيضًا اللغة الكوشية الجنوبية «داهالو» في كينيا، التي تستخدم نقرات سنية في بضع كلمات مسجلة، ولغة طقوسية أسترالية منقرضة يفترض أنها اصطناعية تسمى دامين، والتي كانت تستخدم طقطقة أنفية فقط.
اعتمدت لغات البانتو استخدام النقرات من سكان خويسان المجاورين أو النازحين أو أو المستوعبين (أو من لغات البانتو الأخرى)، وغالبًا ما يكون ذلك عن طريق التزاوج، بينما يعتقد أن لغة الدهالو اكتسبت النقرات من لغة سابقة عندما انتقلت إلى اللغة الكوشية؛ إذا كان الأمر كذلك، فربما كانت لغة ما قبل الدهالو شيئًا مثل هدزا أو سانداوي. «دامين» لغة طقوسية مخترعة، ولا علاقة لها بالخويسان.

## لغات خويسانية
| لغة        | مَوطن                                            | عدد المحدثين |
| ---------- | ----------------------------------------------- | ------------ |
| سنداوي     | تنزانيا                                         | 40,000       |
| هايǁوم     | ناميبيا                                         | 16,000       |
| ناما       | بوتسوانا، جنوب أفريقيا، ناميبيا                 | 233,701      |
| شوا        | بوتسوانا                                        | 6,000        |
| تسوا       | بوتسوانا                                        | 5,000        |
| كخوي       | أنغولا، بوتسوانا، جنوب أفريقيا، زامبيا، ناميبيا | 11,000       |
| غǁانا      | بوتسوانا                                        | 2,000        |
| نهارو      | بوتسوانا، ناميبيا                               | 14,000       |
| ǂكخʼاوǁʼين | بوتسوانا، ناميبيا                               | 2,000        |
| غǀوي       | بوتسوانا                                        | 2,500        |
| ǃكونغ      | أنغولا، بوتسوانا، جنوب أفريقيا                  | 6,900        |
| جوو-ǂهوان  | بوتسوانا، ناميبيا                               | 5,000        |